# Sigerico (burgúndio)
Sigerico (em latim: Sigiricus; m. 522) foi um príncipe ostrogodo-burgúndio que esteve ativo no começo do século VI. Era filho do rei burgúndio Sigismundo da Borgonha (r. 516–523) com sua esposa Ostrogoda, a filha do rei ostrogótico Teodorico, o Grande (r. 474–526). Tinha uma irmã chamada Suavegoda. Sabe-se que foi injustamente executado por seu pai em 522.